# Префектура Ісікава
Префектура Ісіка́ва (яп. 石川県, いしかわけん, МФА: [iɕikawa keɴ]) — префектура Японії в регіоні Тюбу, в центральній частині острова Хонсю. Префектурний центр — місто Канадзава.

## Загальні відомості

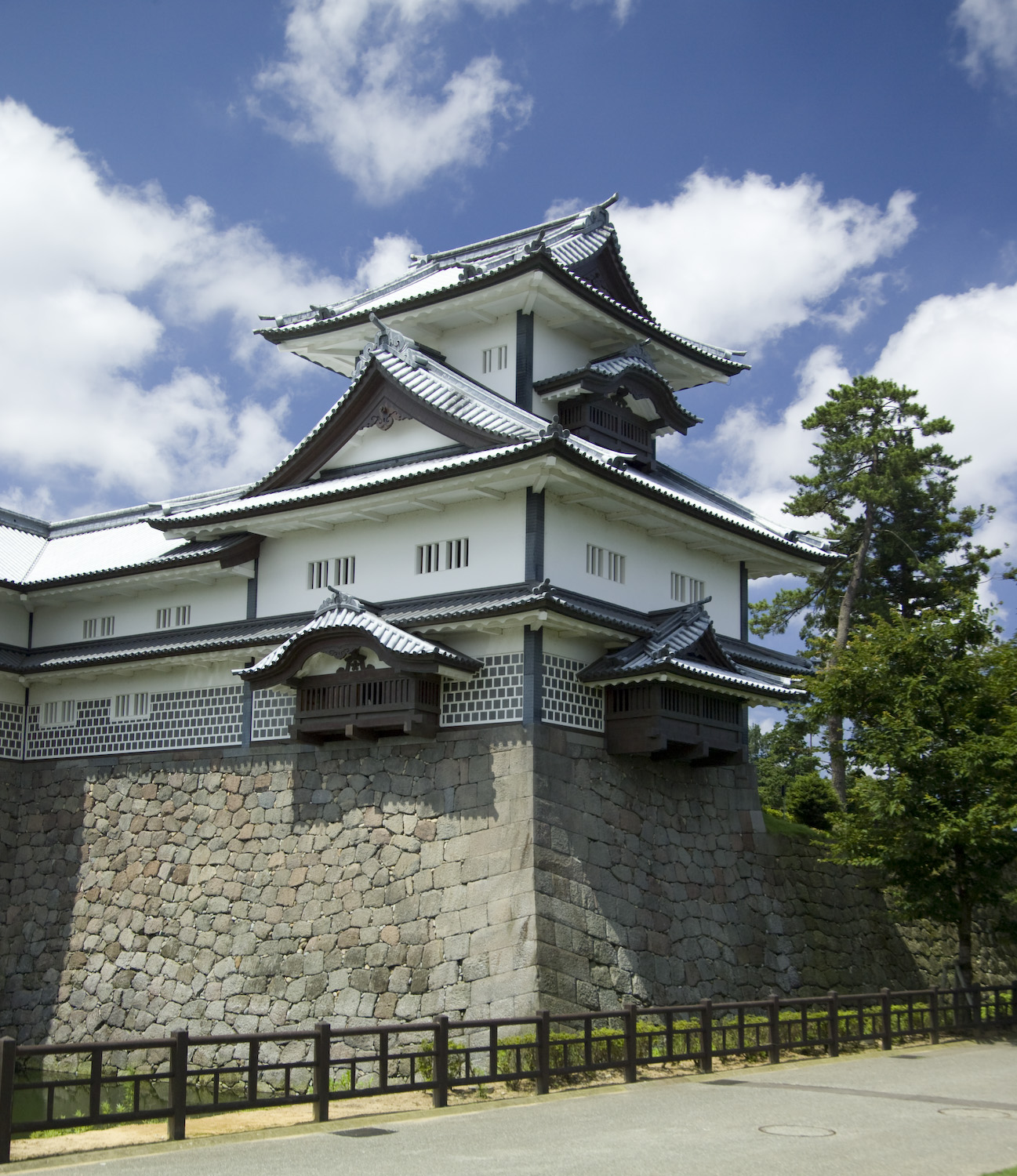
Замок Канадзава.

Префектура Ісікава розташована в центральній частині острова Хонсю, в регіоні Тюбу, на березі Японського моря. Вона займає центральне положення на теренах Північноземного краю. На сході префектура Ісікава межує з префектурою Тояма, на південному сході — з префектурою Ґіфу, на південному заході — з префектурою Фукуй. Назва префектури походить від однойменного повіту, де після реставрації Мейдзі 1868 року розташовувалася тимчасова адміністрація префектури.
Префектура Ісікава витягнута з півночі — на південь. Її північна половина складає півострів Ното, що врізається в Японське море. На схід від півострова розміщена Тоямська затока. Адміністративний центр префектури — старовинне місто Канадзава, розташоване в найбільшій на території префектурі Канадзавській рівнині. Для префектури Ісікава характерні високі опади, особливо взимку. Основні річки течуть на півдні; північні землі бідні на запаси питної води.
Префектура Ісікава займає територію історичних провінцій Каґа й Ното. Перша розташовувалася на півдні, друга на півночі. В середньовіччі це землі були оплотом буддистських сектантів Дзьодо-сінсю. У XV ст., в результаті антиурядового повстання, буддисти захопили Каґу й самостійно керували нею протягом сотні років. В XVI ст. обидві провінції завоював самурайський рід Маеда. Його голови заснували резиденцію в Канадзаві й утримували ці землі впродовж наступних трьох століть. Володіння Маеди були найбільшими в Японії після володінь сьоґунату Токуґава.
Основою економіки префектури Ісікава є сільське господарство, машинобудування, хімічна промисловість, туризм. Більшість підприємств входить до складу Північноземного промислового району. Ісікава відома в країні традиційними ремеслами — виготовленням високоякісного шовку, кутанійської кераміки, лакованого посуду, фарбованих тканин юдзен. В префектурі розташовано багато гарячих джерел та морських курортів, які щорічно відвідують тисячі японських туристів. Найбільшою господарчою проблемою Ісікави є відтік працездатного населення до більш економічно розвинених урбаністичних центрів Токіо, Осаки, Наґої.

## Освіта
- Канадзавський університет